# Prosenoides flavipes
Prosenoides flavipes là một loài ruồi trong họ Tachinidae.